# ハンス・ペーター・デュル
ハンス・ペーター・デュル（Hans Peter Duerr, 1943年6月6日 - ）は、ドイツの人類学者。

## 来歴・人物
ドイツのマンハイムに生まれる。ウィーン大学とハイデルベルク大学で学び、1971年に博士号取得。
1975年から80年までチューリヒ大学、ベルン大学、カッセル大学で民族誌などを教え、カッセル大学の専任教員となる。1992年から1999年までブレーメン大学で教え、現在はハイデルベルクへ戻る。
日本でも主な著作の訳書が刊行されている。『裸体とはじらいの文化史』では、江戸時代の日本人は裸体を気にしなかったという論に反駁してもいる。

## 日本語訳著書
- 『裸体とはじらいの文化史 文明化の過程の神話1』藤代幸一,三谷尚子訳 法政大学出版局 叢書・ウニベルシタス 1990年
- 『再生の女神セドナ あるいは生への愛』原研二訳 法政大学出版局 叢書・ウニベルシタス 1992年
- 『神もなく韻律もなく 意識・認識に関するアナーキズム論考』青木隆嘉訳 法政大学出版局 叢書・ウニベルシタス 1993年
- 『サテュリコン 自身が語るデュルの世界』原研二訳 法政大学出版局 叢書・ウニベルシタス 1993年
- 『夢の時 野生と文明の境界』岡部仁,須永恒雄,原研二,荻野蔵平共訳 法政大学出版局 叢書・ウニベルシタス 1993年
- 『秘めごとの文化史 文明化の過程の神話2』藤代幸一,津山拓也訳 法政大学出版局 叢書・ウニベルシタス 1994年
- 『性と暴力の文化史 文明化の過程の神話3』藤代幸一,津山拓也訳 法政大学出版局 叢書・ウニベルシタス 1997年
- 『戸外で朝食を 自身が語るデュルの世界 2』藤代幸一訳 法政大学出版局 叢書・ウニベルシタス 1998年
- 『挑発する肉体 文明化の過程の神話4』藤代幸一,津山拓也訳 法政大学出版局 叢書・ウニベルシタス 2002年
- 『〈未開〉からの反論 文明化の過程の神話5』津山拓也,藤代幸一訳 法政大学出版局 叢書・ウニベルシタス 2008年